# Bordeaux (quận)
Quận Bordeaux là một quận của Pháp, nằm ở tỉnh Gironde, trong vùng Aquitaine. Quận này có 33 tổng và 157 xã.

## Các đơn vị hành chính

### Các tổng
Các tổng của quận Bordeaux là: 
1. Arcachon
2. Audenge
3. Bègles
4. Belin-Béliet
5. Blanquefort
6. Bordeaux - Tổng thứ nhất
7. Bordeaux - Tổng thứ nhì
8. Bordeaux - Tổng thứ ba
9. Bordeaux - Tổng thứ tư
10. Bordeaux - Tổng thứ năm
11. Bordeaux - Tổng thứ sáu
12. Bordeaux - Tổng thứ bảy
13. Bordeaux - Tổng thứ tám
14. Le Bouscat
15. La Brède
16. Cadillac
17. Carbon-Blanc
18. Castelnau-de-Médoc
19. Cenon
20. Créon
21. Floirac
22. Gradignan
23. Lormont
24. Mérignac - Tổng thứ nhất
25. Mérignac - Tổng thứ nhì
26. Pessac - Tổng thứ nhất
27. Pessac - Tổng thứ nhì
28. Podensac
29. Saint-André-de-Cubzac
30. Saint-Médard-en-Jalles
31. Talence
32. La Teste-de-Buch
33. Villenave-d'Ornon

### Các xã
Các xã của quận Bordeaux, và mã INSEE là: 
| 1. Ambarès-et-Lagrave (33003)         | 2. Ambès (33004)                        | 3. Andernos-les-Bains (33005)      | 4. Arbanats (33007)                    |
| 5. Arcachon (33009)                   | 6. Arcins (33010)                       | 7. Arsac (33012)                   | 8. Artigues-près-Bordeaux (33013)      |
| 9. Arès (33011)                       | 10. Aubie-et-Espessas (33018)           | 11. Audenge (33019)                | 12. Avensan (33022)                    |
| 13. Ayguemorte-les-Graves (33023)     | 14. Barsac (33030)                      | 15. Bassens (33032)                | 16. Baurech (33033)                    |
| 17. Beautiran (33037)                 | 18. Belin-Béliet (33042)                | 19. Beychac-et-Caillau (33049)     | 20. Biganos (33051)                    |
| 21. Blanquefort (33056)               | 22. Blésignac (33059)                   | 23. Bonnetan (33061)               | 24. Bordeaux (33063)                   |
| 25. Bouliac (33065)                   | 26. Brach (33070)                       | 27. Bruges (33075)                 | 28. Budos (33076)                      |
| 29. Bègles (33039)                    | 30. Béguey (33040)                      | 31. Cabanac-et-Villagrains (33077) | 32. Cadaujac (33080)                   |
| 33. Cadillac (33081)                  | 34. Camarsac (33083)                    | 35. Cambes (33084)                 | 36. Camblanes-et-Meynac (33085)        |
| 37. Cantenac (33091)                  | 38. Canéjan (33090)                     | 39. Capian (33093)                 | 40. Carbon-Blanc (33096)               |
| 41. Cardan (33098)                    | 42. Carignan-de-Bordeaux (33099)        | 43. Castelnau-de-Médoc (33104)     | 44. Castres-Gironde (33109)            |
| 45. Cenon (33119)                     | 46. Cestas (33122)                      | 47. Croignon (33141)               | 48. Créon (33140)                      |
| 49. Cubzac-les-Ponts (33143)          | 50. Cursan (33145)                      | 51. Cussac-Fort-Médoc (33146)      | 52. Cénac (33118)                      |
| 53. Cérons (33120)                    | 54. Donzac (33152)                      | 55. Eysines (33162)                | 56. Fargues-Saint-Hilaire (33165)      |
| 57. Floirac (33167)                   | 58. Gabarnac (33176)                    | 59. Gauriaguet (33183)             | 60. Gradignan (33192)                  |
| 61. Guillos (33197)                   | 62. Gujan-Mestras (33199)               | 63. Haux (33201)                   | 64. Illats (33205)                     |
| 65. Isle-Saint-Georges (33206)        | 66. La Brède (33213)                    | 67. La Sauve (33505)               | 68. La Teste-de-Buch (33529)           |
| 69. Labarde (33211)                   | 70. Lacanau (33214)                     | 71. Lamarque (33220)               | 72. Landiras (33225)                   |
| 73. Langoiran (33226)                 | 74. Lanton (33229)                      | 75. Laroque (33231)                | 76. Latresne (33234)                   |
| 77. Le Barp (33029)                   | 78. Le Bouscat (33069)                  | 79. Le Haillan (33200)             | 80. Le Pian-Médoc (33322)              |
| 81. Le Porge (33333)                  | 82. Le Pout (33335)                     | 83. Le Taillan-Médoc (33519)       | 84. Le Teich (33527)                   |
| 85. Le Temple (33528)                 | 86. Le Tourne (33534)                   | 87. Lestiac-sur-Garonne (33241)    | 88. Lignan-de-Bordeaux (33245)         |
| 89. Listrac-Médoc (33248)             | 90. Lormont (33249)                     | 91. Loupes (33252)                 | 92. Loupiac (33253)                    |
| 93. Ludon-Médoc (33256)               | 94. Lugos (33260)                       | 95. Lège-Cap-Ferret (33236)        | 96. Léognan (33238)                    |
| 97. Macau (33262)                     | 98. Madirac (33263)                     | 99. Marcheprime (33555)            | 100. Margaux (33268)                   |
| 101. Martignas-sur-Jalle (33273)      | 102. Martillac (33274)                  | 103. Mios (33284)                  | 104. Monprimblanc (33288)              |
| 105. Montussan (33293)                | 106. Moulis-en-Médoc (33297)            | 107. Mérignac (33281)              | 108. Omet (33308)                      |
| 109. Paillet (33311)                  | 110. Parempuyre (33312)                 | 111. Pessac (33318)                | 112. Peujard (33321)                   |
| 113. Podensac (33327)                 | 114. Pompignac (33330)                  | 115. Portets (33334)               | 116. Preignac (33337)                  |
| 117. Pujols-sur-Ciron (33343)         | 118. Quinsac (33349)                    | 119. Rions (33355)                 | 120. Sadirac (33363)                   |
| 121. Saint-André-de-Cubzac (33366)    | 122. Saint-Antoine (33371)              | 123. Saint-Aubin-de-Médoc (33376)  | 124. Saint-Caprais-de-Bordeaux (33381) |
| 125. Saint-Genès-de-Lombaud (33408)   | 126. Saint-Gervais (33415)              | 127. Saint-Jean-d'Illac (33422)    | 128. Saint-Laurent-d'Arce (33425)      |
| 129. Saint-Loubès (33433)             | 130. Saint-Louis-de-Montferrand (33434) | 131. Saint-Léon (33431)            | 132. Saint-Magne (33436)               |
| 133. Saint-Michel-de-Rieufret (33452) | 134. Saint-Morillon (33454)             | 135. Saint-Médard-d'Eyrans (33448) | 136. Saint-Médard-en-Jalles (33449)    |
| 137. Saint-Selve (33474)              | 138. Saint-Sulpice-et-Cameyrac (33483)  | 139. Saint-Vincent-de-Paul (33487) | 140. Sainte-Croix-du-Mont (33392)      |
| 141. Sainte-Eulalie (33397)           | 142. Sainte-Hélène (33417)              | 143. Salaunes (33494)              | 144. Salignac (33495)                  |
| 145. Sallebœuf (33496)                | 146. Salles (33498)                     | 147. Saucats (33501)               | 148. Saumos (33503)                    |
| 149. Soussans (33517)                 | 150. Tabanac (33518)                    | 151. Talence (33522)               | 152. Tresses (33535)                   |
| 153. Villenave-d'Ornon (33550)        | 154. Villenave-de-Rions (33549)         | 155. Virelade (33552)              | 156. Virsac (33553)                    |
| 157. Yvrac (33554)                    |                                         |                                    |                                        |